# Европейский комиссар по исследованиям, инновациям и науке
Европейский комиссар по исследованиям, инновациям и науке (англ.  European Commissioner for Research, Innovation and Science) — должность в Европейской комиссии, введённая в 2010 году на основе портфеля еврокомиссара по вопросам науки и исследованиям.

## Состав портфеля
В соответствии с мандатом в область ответственности комиссара входят:
- развитие Европейского исследовательского пространства (так называемой «пятой свободы», в дополнение к четырём существующим, для обеспечения беспрепятственного перемещения исследователей и технологий);
- реализация всестороннего подхода к инновациям;
- координация научных исследований на уровне ЕС и на национальных уровнях;
- подготовка восьмой рамочной программы;
- повышение эффективности поддержки, оказываемой Европейским союзом научным исследованиям.

В распоряжении комиссара по исследованиям, инновациям и науке при Еврокомиссии действуют генеральные директораты и агентства, содействующие ему в выполнении своих обязанностей:
- генеральный директорат по научным исследованиям и инновациям (до 1 января 2011 года назывался генеральным директоратом по научным исследованиям[4]);
- Объединённый исследовательский центр (англ. Joint Research Centre);
- исполнительное агентство Европейского исследовательского совета (англ. European Research Council Executive Agency);
- исполнительное агентство научных исследований (англ. Research Executive Agency).

## Список комиссаров
|    | Имя                     | Страна            | Период    | Комиссия                |
| -- | ----------------------- | ----------------- | --------- | ----------------------- |
| 1  | Фриц Хельвиг            | Западная Германия | 1967—1970 | Комиссия Рея            |
| 2  | Ральф Дарендорф         | Западная Германия | 1973—1977 | Комиссия Ортоли         |
| 3  | Гвидо Брюннер           | Западная Германия | 1977—1981 | Комиссия Дженкинса      |
| 4  | Филиппо Мария Пандольфи | Италия            | 1989—1993 | Вторая комиссия Делора  |
| 5  | Антонио Руберти         | Италия            | 1993—1995 | Третья комиссия Делора  |
| 6  | Эдит Крессон            | Франция           | 1995—1999 | Комиссия Сантера        |
| 7  | Филипп Бюскин           | Бельгия           | 1999—2004 | Комиссия Проди          |
| 8  | Луи Мишель              | Бельгия           | 2004      | Комиссия Проди          |
| 9  | Янез Поточник           | Словения          | 2004—2010 | Первая комиссия Баррозу |
| 10 | Маре Гегин-Куинн        | Ирландия          | 2010—2014 | Вторая комиссия Баррозу |
| 11 | Карлуш Моэдаш           | Португалия        | 2014—2019 | Комиссия Юнкера         |